# Шліндман Семен Михайлович
Семен Михайлович Шліндман (справжнє прізвище Шлієнгер; 1905, Харків — 1967, Москва) — інженер-будівельник. Жертва Великого терору. Один з «повторників», який пережив як довоєнні, так і повоєнні сталінські репресії. Був двічі засуджений за одним і тим самим звинуваченням — причетність до контрреволюційної троцькістської терористичної організації. Загалом провів у неволі понад 18 років.
Батько відомого радянського режисера Марка Розовського.

## Життєпис
Народився в 1905 році в Харкові, в єврейській сім'ї. Закінчив гімназію (5 класів) і два курси Інституту народного господарства.
У 1930-х разом з дружиною (Лідією Котопуло) переїхав на Далекий Схід: спочатку працював економістом у судоремонтному заводі на Камчатці, а згодом начальником планового відділу Тресту «Камчатстрой» у Петропавловську-Камчатському.

### Перша справа
Через декілька місяців після народження сина (3 грудня 1937 року) разом з іншими робітниками судоремонтного заводу був заарештований спочатку за нібито «проведення шкідництва, спрямованого на штучне створення голоду серед населення Камчатки і Охотсько-Камчатського узбережжя». А вже у 1938 році визнавався як «ворог народу». Слідство тривало майже два з половиною роки і 23 липня 1940 року Особлива нарада НКВС винесла присуд: 8 років позбавлення волі за статтею «належність до антирадянської право-троцькістської організації». Відправлений відбувати покарання до виправно-трудового табору у Красноярськ (так званий Краслаг). Відсидів 8 років 8 місяців і 9 днів. Після виходу на свободу вимушено розлучився з дружиною, а оскільки у Москві жити не мав право (було заборонено), оселився під Тулою..

### Друга справа
У грудні 1948 році, через кілька тижнів після звільнення, був повторно заарештований. Слідство, яке імітувало дотримання процедури, формально тривало два місяці і рішенням Особливої наради при МДБ СРСР від 16 лютого 1949 року знову за «належність до троцькістської організації» засудили довічно і відправили відбувати строк у поселення Красноярського краю. Однак, через рік після смерті Сталіна (30 червня 1954 року) був звільнений, а за два роки остаточно реабілітований: були зняті усі звинувачення.

Про терор стосовно себе, писав наступне: 
|  | «Ми всі - [хлібні] крихти, що застрягли у вусах вождя. Нас потрібно було прибрати, ми заважали... процесу поглинання основної їжі» |

.
Помер у Москві у 1967 році. Похований на Востряковському кладовищі.

## Пам'ять
У 2011 році син Семена Шліндмана режисер і драматург Марк Розовський (ім'я при народженні Шліндман Марк Семенович) видав документальну книгу «Папа, мама, я и Сталин», у центрі якої історія про арешт, несправедливе засудження і тривале відсиджування свого батька.
У 2017 році Московський державний театр «У Нікітських воріт» поставив виставу за однойменною книгою Марка Розовського. Режисером виступив сам Марк Розовський, а роль батька (Семена Шліндмана) виконав народний артист Росії Валерій Шейман.
У 2019 році в рамках проєкту державного Музею історії ГУЛАГу Марк Розовський також дав детальне інтерв'ю щодо долі батька «до» і «після» репресій, яке увійшло до циклу фільмів під назвою «Мій ГУЛАГ».